# Asplenium fissum
Asplenium fissum är en svartbräkenväxtart som beskrevs av Carl Ludwig Willdenow. Asplenium fissum ingår i släktet Asplenium och familjen Aspleniaceae. Inga underarter finns listade.